# Mert Korkmaz
Mert Zeki Korkmaz (* 16. August 1971 in Istanbul) ist ein ehemaliger türkischer Fußballspieler und -trainer. 

## Spielerkarriere

### Verein
Der 1,88 m große ehemalige Innenverteidiger ist der jüngere Bruder des sehr erfolgreichen Fußballspielers Bülent Korkmaz. Beide absolvierten alle Jugendbereiche des türkischen Traditionsklubs Galatasaray SK und wurden anschließend in den Profikader nominiert. Im Gegensatz zu seinem Bruder konnte sich Mert auf lange Sicht nicht beim Verein etablieren und so kam dann der Wechsel zum damaligen Ligakonkurrenten Kocaelispor. Zu Beginn der Saison 1998/99 folgte dann ein weiterer Wechsel zu Gaziantepspor. Nach dreijähriger Tätigkeit bei Malatyaspor folgte dann letztendlich 2006/07 der Wechsel zum Istanbuler Verein Belediyespor. Mit ihnen gelang ihm im ersten Jahr nochmal der Aufstieg in die Turkcell Süper Lig. Nach einem weiteren Jahr beendete er dort Ende der Saison 2007/08 seine aktive Laufbahn.

### Nationalmannschaft
Des Weiteren hatte Mert Krokmaz fünf Einsätze in der türkischen A-Nationalmannschaft sowie sieben für die U21-Auswahl der Türkei.

## Trainerkarriere
Sofort nach dem Ende seiner aktiven Laufbahn übernahm Mert Korkmaz zu Beginn der neuen Saison einen Co-Trainerposten bei seinem letzten Verein. Dort blieb er ein Jahr und wechselte dann ebenfalls als Co-Trainer zu Kocaelispor.
Seit 2011 arbeitet er als Co-Trainer mit seinem ehemaligen Teamkollegen Uğur Tütüneker. Mit diesem betreute er erst den Zweitligisten Kasımpaşa Istanbul und anschließend aus der gleichen Liga Torku Konyaspor. Mit Letzterem gelang dem Trainerteam der Playoff-Sieg der TFF 1. Lig und damit der Aufstieg in die Süper Lig.
Im Januar 2014 übernahm er mit dem Drittligisten Yeni Malatyaspor zum ersten Mal in seiner Trainerlaufbahn einen Klub als Cheftrainer. Bereits nach zwei Monaten trat er von seinem Amt wieder zurück.

## Erfolge
Mit Galatasaray Istanbul
- Türkischer Meister: 1993, 1994, 1997
- Türkischer Fußballpokal: 1993, 1996
- Cumhurbaşkanlığı Kupası: 1993
- Başbakanlık Kupası: 1995

## Privat
Korkmaz ist verheiratet und Vater von zwei Kindern (Sohn und Tochter).